# Cappie Pondexter
Cappie Marie Pondexter (Oceanside, 7 de enero de 1983) es una baloncestista estadounidense de la Women's National Basketball Association (WNBA) que ocupa la posición de escolta.
Fue reclutada por los Phoenix Mercury en la 2.ª posición de la primera ronda del Draft de la WNBA de 2006, equipo donde militó entre 2006 y 2009, para luego ingresar a los New York Liberty (2010-2014) y Chicago Sky en 2015 donde juega actualmente. Además, fue parte de varios equipos europeos, entre ellos el Fenerbahçe Istanbul (2006–2008), UMMC Ekaterinburg (2008–2012), Fenerbahçe Istanbul (2012–2014) y Beşiktaş (2015).
Ha sido seleccionada en siete oportunidades para el All-Star Game de la WNBA (2006, 2007, 2009, 2011, 2013, 2014 y 2015) y fue elegida como MVP de las Finales de la WNBA en 2007. Además, fue parte del equipo olímpico de baloncesto estadounidense que se alzó con la medalla de oro en el Torneo femenino de baloncesto en los Juegos Olímpicos de Pekín 2008.

## Estadísticas

### Totales
| Año                                                                                              | Equipo | J   | JI  | MJ    | TC   | ITC  | TC%  | 3P  | 3PA  | 3P%  | 2P   | 2PA  | 2P%  | TL   | ITL  | TL%  | RBO | RBD  | RBT  | AST  | STL | BLK | TOV | PF  | PTS  |
| ------------------------------------------------------------------------------------------------ | ------ | --- | --- | ----- | ---- | ---- | ---- | --- | ---- | ---- | ---- | ---- | ---- | ---- | ---- | ---- | --- | ---- | ---- | ---- | --- | --- | --- | --- | ---- |
| 2006 ★                                                                                           | PHO    | 32  | 32  | 1067  | 219  | 495  | .442 | 47  | 126  | .373 | 172  | 369  | .466 | 139  | 163  | .853 | 37  | 70   | 107  | 98   | 37  | 4   | 45  | 84  | 624  |
| 2007 ★                                                                                           | PHO    | 31  | 31  | 966   | 193  | 448  | .431 | 36  | 108  | .333 | 157  | 340  | .462 | 110  | 135  | .815 | 15  | 97   | 112  | 123  | 29  | 8   | 69  | 59  | 532  |
| 2008                                                                                             | PHO    | 32  | 32  | 1002  | 234  | 567  | .413 | 41  | 131  | .313 | 193  | 436  | .443 | 170  | 201  | .846 | 26  | 93   | 119  | 135  | 38  | 5   | 93  | 82  | 679  |
| 2009 ★                                                                                           | PHO    | 34  | 34  | 1075  | 236  | 513  | .460 | 43  | 120  | .358 | 193  | 393  | .491 | 133  | 151  | .881 | 32  | 112  | 144  | 171  | 31  | 12  | 86  | 99  | 648  |
| 2010                                                                                             | NYL    | 34  | 34  | 1167  | 254  | 526  | .483 | 64  | 149  | .430 | 190  | 377  | .504 | 157  | 176  | .892 | 21  | 132  | 153  | 165  | 30  | 4   | 81  | 88  | 729  |
| 2011 ★                                                                                           | NYL    | 34  | 34  | 1151  | 212  | 528  | .402 | 58  | 168  | .345 | 154  | 360  | .428 | 109  | 134  | .813 | 22  | 117  | 139  | 160  | 43  | 10  | 93  | 69  | 591  |
| 2012                                                                                             | NYL    | 34  | 34  | 1162  | 249  | 573  | .435 | 53  | 162  | .327 | 196  | 411  | .477 | 144  | 166  | .867 | 20  | 134  | 154  | 146  | 43  | 7   | 106 | 72  | 695  |
| 2013 ★                                                                                           | NYL    | 30  | 30  | 1026  | 171  | 475  | .360 | 38  | 103  | .369 | 133  | 372  | .358 | 127  | 156  | .814 | 15  | 120  | 135  | 119  | 31  | 4   | 104 | 50  | 507  |
| 2014 ★                                                                                           | NYL    | 34  | 34  | 1047  | 161  | 415  | .388 | 23  | 83   | .277 | 138  | 332  | .416 | 103  | 134  | .769 | 22  | 92   | 114  | 132  | 34  | 4   | 89  | 41  | 448  |
| 2015 ★                                                                                           | CHI    | 29  | 29  | 877   | 163  | 371  | .439 | 24  | 63   | .381 | 139  | 308  | .451 | 84   | 102  | .824 | 7   | 103  | 110  | 61   | 28  | 5   | 41  | 61  | 434  |
| Carrera                                                                                          |        | 324 | 324 | 10540 | 2092 | 4911 | .426 | 427 | 1213 | .352 | 1665 | 3698 | .450 | 1276 | 1518 | .841 | 217 | 1070 | 1287 | 1310 | 344 | 63  | 807 | 705 | 5887 |
| Notas: J=Juegos; JI=Juegos iniciales; MJ=Minutos jugados; ITC=Intentos de TC; ITL=Intentos de TL |        |     |     |       |      |      |      |     |      |      |      |      |      |      |      |      |     |      |      |      |     |     |     |     |      |

### Por juego
| Año                                                                                              | Equipo | J   | JI  | MJ   | TC  | ITC  | TC%  | 3P  | 3PA | 3P%  | 2P  | 2PA  | 2P%  | TL  | ITL | TL%  | RBO | RBD | RBT | AST | STL | BLK | TOV | PF  | PTS  |
| ------------------------------------------------------------------------------------------------ | ------ | --- | --- | ---- | --- | ---- | ---- | --- | --- | ---- | --- | ---- | ---- | --- | --- | ---- | --- | --- | --- | --- | --- | --- | --- | --- | ---- |
| 2006                                                                                             | PHO    | 32  | 32  | 33.3 | 6.8 | 15.5 | .442 | 1.5 | 3.9 | .373 | 5.4 | 11.5 | .466 | 4.3 | 5.1 | .853 | 1.2 | 2.2 | 3.3 | 3.1 | 1.2 | 0.1 | 1.4 | 2.6 | 19.5 |
| 2007                                                                                             | PHO    | 31  | 31  | 31.2 | 6.2 | 14.5 | .431 | 1.2 | 3.5 | .333 | 5.1 | 11.0 | .462 | 3.5 | 4.4 | .815 | 0.5 | 3.1 | 3.6 | 4.0 | 0.9 | 0.3 | 2.2 | 1.9 | 17.2 |
| 2008                                                                                             | PHO    | 32  | 32  | 31.3 | 7.3 | 17.7 | .413 | 1.3 | 4.1 | .313 | 6.0 | 13.6 | .443 | 5.3 | 6.3 | .846 | 0.8 | 2.9 | 3.7 | 4.2 | 1.2 | 0.2 | 2.9 | 2.6 | 21.2 |
| 2009                                                                                             | PHO    | 34  | 34  | 31.6 | 6.9 | 15.1 | .460 | 1.3 | 3.5 | .358 | 5.7 | 11.6 | .491 | 3.9 | 4.4 | .881 | 0.9 | 3.3 | 4.2 | 5.0 | 0.9 | 0.4 | 2.5 | 2.9 | 19.1 |
| 2010                                                                                             | NYL    | 34  | 34  | 34.3 | 7.5 | 15.5 | .483 | 1.9 | 4.4 | .430 | 5.6 | 11.1 | .504 | 4.6 | 5.2 | .892 | 0.6 | 3.9 | 4.5 | 4.9 | 0.9 | 0.1 | 2.4 | 2.6 | 21.4 |
| 2011                                                                                             | NYL    | 34  | 34  | 33.9 | 6.2 | 15.5 | .402 | 1.7 | 4.9 | .345 | 4.5 | 10.6 | .428 | 3.2 | 3.9 | .813 | 0.6 | 3.4 | 4.1 | 4.7 | 1.3 | 0.3 | 2.7 | 2.0 | 17.4 |
| 2012                                                                                             | NYL    | 34  | 34  | 34.2 | 7.3 | 16.9 | .435 | 1.6 | 4.8 | .327 | 5.8 | 12.1 | .477 | 4.2 | 4.9 | .867 | 0.6 | 3.9 | 4.5 | 4.3 | 1.3 | 0.2 | 3.1 | 2.1 | 20.4 |
| 2013                                                                                             | NYL    | 30  | 30  | 34.2 | 5.7 | 15.8 | .360 | 1.3 | 3.4 | .369 | 4.4 | 12.4 | .358 | 4.2 | 5.2 | .814 | 0.5 | 4.0 | 4.5 | 4.0 | 1.0 | 0.1 | 3.5 | 1.7 | 16.9 |
| 2014                                                                                             | NYL    | 34  | 34  | 30.8 | 4.7 | 12.2 | .388 | 0.7 | 2.4 | .277 | 4.1 | 9.8  | .416 | 3.0 | 3.9 | .769 | 0.6 | 2.7 | 3.4 | 3.9 | 1.0 | 0.1 | 2.6 | 1.2 | 13.2 |
| 2015                                                                                             | CHI    | 29  | 29  | 30.2 | 5.6 | 12.8 | .439 | 0.8 | 2.2 | .381 | 4.8 | 10.6 | .451 | 2.9 | 3.5 | .824 | 0.2 | 3.6 | 3.8 | 2.1 | 1.0 | 0.2 | 1.4 | 2.1 | 15.0 |
| Carrera                                                                                          |        | 324 | 324 | 32.5 | 6.5 | 15.2 | .426 | 1.3 | 3.7 | .352 | 5.1 | 11.4 | .450 | 3.9 | 4.7 | .841 | 0.7 | 3.3 | 4.0 | 4.0 | 1.1 | 0.2 | 2.5 | 2.2 | 18.2 |
| Notas: J=Juegos; JI=Juegos iniciales; MJ=Minutos jugados; ITC=Intentos de TC; ITL=Intentos de TL |        |     |     |      |     |      |      |     |     |      |     |      |      |     |     |      |     |     |     |     |     |     |     |     |      |